# Макарий Глушицкий
Макарий Глушицкий (ум. 1440) — преподобный Русской православной церкви.

## Биография
О детстве и мирской жизни Макария сведений практически не сохранилось, да и последующие биографические данные о нём очень скудны и отрывочны; известно лишь, что он был уроженцем города Ростова. 
В юном возрасте (приблизительно в 12 лет) он оставил родительский дом и пришел к преподобному Дионисию, подвизавшемуся на реке Глушице Вологодской губернии и основавшему там Глушицкий Сосновецкий Предтечев монастырь. Воспитанный под присмотром великого старца, Макарий, согласно летописям отличался исключительной чистотой души. В этой обители он принял мошашеский постриг и был рукоприложен в иеромонаха.
В 1437 году, умирая, преподобный Дионисий вручил «старейшинство» над Предтеченским и Покровским монастырями отцу Анфилохию, однако, стал ли Анфилохий игуменом, достоверно неизвестно, в житие сказано, что игуменом «большой лавры», то есть Покровского монастыря, стал монах Макарий, а по завету Дионисия над обеими обителями должен был стоять один игумен. Но все источники сходятся на том, что Макарий какое-то время был игуменом обители. 
В «Энциклопедическом словаре Брокгауза и Ефрона» говорится, что Макарий Глушицкий умер в 1440 году, то есть на два года раньше Анфилохия (умершего 15 октября 1452 года), но в ряде других источников говорится, что отец Макарий умер не ранее 1462 года (возможно ошибка связана с тем, что Макария перепутали с другим игуменом обители — Тарасием Глушицким, который, согласно летописям умер именно в 1440 году); точно известен лишь день когда преподобный преставился — 13 мая по старому стилю, так как в этот день проходят поминальные службы о святом. Также святого чествуют 12 октября и в Соборе Вологодских святых.
Тропарь преподобным Амфилохию, Макарию, Тарасию и Феодосию Глушицким гласит: «Свети́льники све́тлыя я́вльшеся,/ добро́ту земну́ю му́дренно оста́вльше,/ и идо́ша во вну́треннюю пусты́ню, Амфило́хие, Мака́рие, Тара́сие и Феодо́сие,/ смире́ние и вся́кую доброде́тель извы́кше,/ и обрето́ша безсме́ртие,/ посто́м и бде́нием и про́чим воздержа́нием себе́ принося́ще Христу́,/ и ны́не на Небесе́х Престо́лу Христо́ву предстои́те./ Моли́те, отцы́ Богому́дрии, Амфило́хие, Мака́рие, Тара́сие и Феодо́сие,/ умири́ти мир и спасти́ся душа́м пою́щих вас,/ и согреше́ний оставле́ние дарова́ти// чту́щим всечестну́ю па́мять ва́шу».